# Leoncjusz (Filippowicz)
Leoncjusz, imię świeckie Wasilij Konstantinowicz Filippowicz (ur. 25 lipca?/7 sierpnia 1904 lub 1907, zm. 2 lipca 1971 w Buenos Aires) – biskup Rosyjskiego Kościoła Prawosławnego poza granicami Rosji.

## Życiorys
Życie zakonne rozpoczął w Ławrze Peczerskiej; po odbyciu w niej nowicjatu złożył w 1927 wieczyste śluby zakonne w podległym jej skicie Pustelnia Kitajewska. W 1928 został hierodiakonem, zaś w 1930 hieromnichem. Rozpoczął wówczas pracę duszpasterską jako proboszcz parafii Opieki Matki Bożej w Kijowie.
W 1932 mnich Leoncjusz został aresztowany i uwięziony w Więzieniu Łukianowskim, gdzie przebywał przez cztery lata. Według niektórych źródeł w czasie pobytu w więzieniu został mianowany archimandrytą Ławry Pieczerskiej. Został następnie skazany na prace przymusowe w kamieniołomie we wsi Wysoka Pecz, w obwodzie żytomierskim. Warunkowo zwolniony z powodu złego stanu zdrowia, zamieszkał nielegalnie w Żytomierzu i ukrywał się aż do wkroczenia wojsk niemieckich do miasta.
26 listopada 1941 został wyświęcony na biskupa berdyczowskiego, wikariusza eparchii wołyńskiej. Aktu chirotonii dokonał metropolita wołyński Aleksy (Gromadzki). Jeszcze w tym samym roku biskup Leoncjusz objął tymczasowy zarząd eparchii żytomierskiej, na terenie której otworzył ok. 300 parafii. W czasie swojego pobytu na Wołyniu wystąpił jednak z Ukraińskiego Autonomicznego Kościoła Prawosławnego, na czele którego stał metropolita Aleksy, i przeszedł w jurysdykcję niekanonicznego Ukraińskiego Autokefalicznego Kościoła Prawosławnego kierowanego przez biskupa Polikarpa (Sikorskiego). Z Wołynia wyjechał, po wejściu Armii Czerwonej, do Warszawy, a następnie do Wiednia, Monachium i Ameryki Południowej.
W 1946 wszedł w jurysdykcję Rosyjskiego Kościoła Prawosławnego poza granicami Rosji jako biskup paragwajski. W 1953, po powołaniu eparchii chilijsko-peruwiańskiej został jej biskupem ordynariuszem z tytułem biskupa Santiago i Chile. W 1967 przeniesiony do São Paulo, zaś w 1969 – na katedrę eparchii południowoamerykańskiej, ze stałym miejscem pobytu w Buenos Aires. Duchowny przebywał tam do swojej śmierci w 1971.